# Mentira
Mentira è un singolo della cantautrice spagnola Ana Mena, in collaborazione con il cantante colombiano RK, pubblicato il 22 settembre 2017 dall'etichetta Sony Music España come quinto estratto dal primo album in studio Index.

## Descrizione
Il brano, scritto da Bruno Nicolás Fernández, in arte Dabruk, David Augustave Picanes, Giencarlos Rivera, Jonathan Carlo Rivera Tapia, José Luis de la Peña Mira, Maria José Fernández e Sebastián Suárez Quintero, p prodotto da Dabruk.

## Video musicale
Il video musicale, diretto da Broducers, è stato pubblicato in concomitanza all'uscita del brano attraverso il canale YouTube della cantautrice.

## Tracce
Testi e musiche di Bruno Nicolás Fernández, David Augustave Picanes, Giencarlos Rivera, Jonathan Carlo Rivera Tapia, José Luis de la Peña Mira, Maria José Fernández e Sebastián Suárez Quintero.
1. Mentira (feat. RK) – 3:23

## Formazione
Musicisti
- Ana Mena Rojas – voce
- RK – voce

Produzione
- Alfredo Matheus Diez – produzione
- Bruno Nicolás Fernández (Dabruk) – produzione, registrazione
- José Luis de la Peña Mira – produzione esecutiva
- Madmusic – produzione
- Mike Kalajian – masterizzazione